# Betlehemsstjärnan

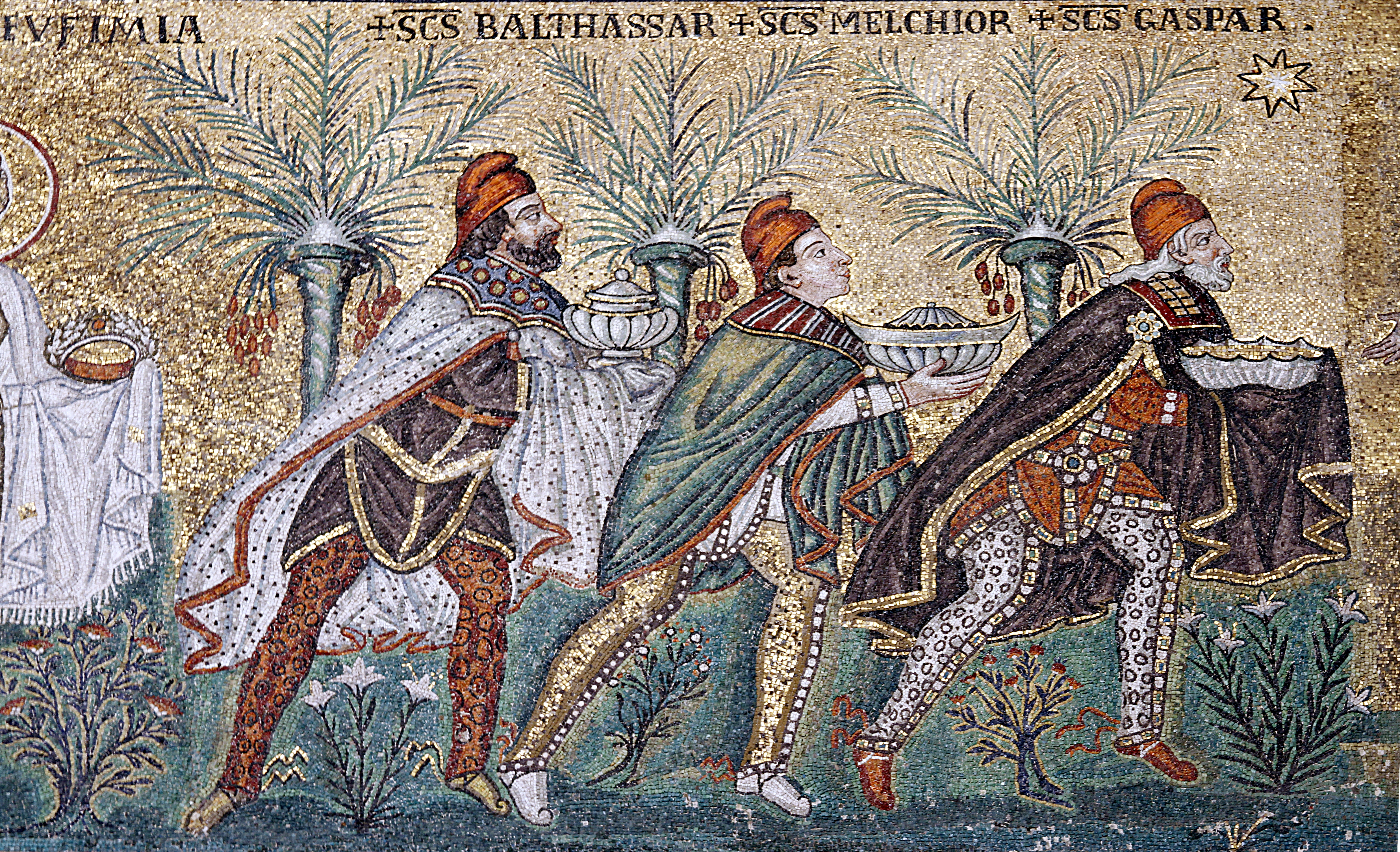
Mosaik med de vise männen som följer stjärnan.

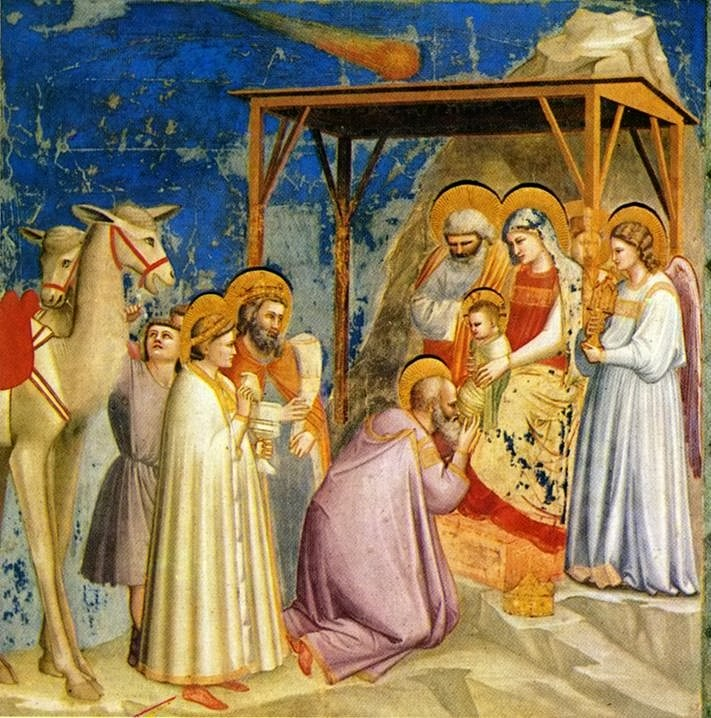
De tre vise männens uppvaktning av Giotto di Bondone (1267–1337. Betlehemsstjärnan avbildas som en komet ovanför barnet. Giotto såg Halleys komet 1301.

Betlehemstjärnan eller Julstjärnan var den, som man trodde, stjärna som fått symbolisera att Jesus Kristus skulle födas till en allsmäktig person. Stjärnan, eller troligen den stora konjunktionen, sägs också ha lett de "tre vise männen" till huset där Jesus föddes.
Det finns ingen uppgift i Bibeln om att männen var tre till antalet. I Matteusevangeliet 2:1 står det: "När Jesus hade fötts i Betlehem i Judéen på kung Herodes tid, kom några österländska stjärntydare till Jerusalem". Att det traditionellt anses vara tre män kan bero på att de hade med sig tre gåvor: guld, rökelse och myrra. Inom några förbund i kristenheten finns de tre vise männen namngivna, men för detta finns heller inget stöd i Bibelns texter. 
Matteusevangeliet upplyser att stjärntydarna leddes i tron att det var en ny prins som föddes, vars far var kung Herodes, och därför siktade de på staden Jerusalem. De reste i tron att judarnas nye allsmäktige konung var född. Vise män hade en stark ställning i dåtidens kulturländer i Främre Orienten. I nutid motsvarar de dagens astrologer och läkare, men de hade ingen säker vetskap om vad fenomenen egentligen berodde på. Inte heller att stjärnor gick upp i öst och ner i väst är en effekt av jordens rotation runt sin axel.
Gammal folktro i det persiska riket associerade stjärnor med nyfödda spädbarn. Vanliga "enkla människor" hade matta och svagt lysande stjärnor, medan större personer, såsom nya härskare eller kungar, föddes då en stjärna lyste starkt.

## Planetkonjunktion
År 1614 slog Johannes Kepler fast att det var en stor konjunktion mellan Jupiter och Saturnus år 7 före Kristus. Senare har gjorts uträkningar som visar att det var ett avstånd på närmare en grad mellan planeterna, vilket inte skulle åstadkomma ett alltför imponerande ljusfenomen.
År 6 före Kristus inträffade konjunktioner mellan Jupiter och månen i stjärnbilden Väduren, vilket också skulle vara Betlehemsstjärnan.